# La Lande-Patry
La Lande-Patry ist eine französische Gemeinde mit 1.752 Einwohnern (Stand: 1. Januar 2022) im Département Orne in der Region Normandie. Sie gehört zum Arrondissement Argentan und zum Kanton Flers-1. Die Einwohner werden Landais genannt.

## Geografie
Die Gemeinde La Lande-Patry liegt als nordwestlicher Vorort der Stadt Flers 48 Kilometer südwestlich von Caen. Die Visance bildet die nördliche, die Vère die östliche Gemeindegrenze. Umgeben wird La Lande-Patry von den Nachbargemeinden Caligny im Norden, Saint-Georges-des-Groseillers im Osten, Flers im Süden, Saint-Paul im Südwesten, Landisacq im Westen sowie Cerisy-Belle-Étoile im Nordwesten. Der Westteil des Flughafens Aérodrome de Flers-Saint-Paul liegt auf dem Gemeindegebiet von La Lande-Patry.

## Geschichte
Die Nachbargemeinde Saint-Paul wurde 1853 aus der Gemeinde herausgelöst.

## Bevölkerungsentwicklung
| Jahr                       | 1962 | 1968 | 1975 | 1982 | 1990 | 1999 | 2006 | 2012 | 1774 |
| Einwohner                  | 1316 | 1643 | 1738 | 1817 | 1778 | 1757 | 1776 | 1744 | 1774 |
| Quellen: Cassini und INSEE |      |      |      |      |      |      |      |      |      |

## Sehenswürdigkeiten
- Kirche Notre-Dame-de-l'Assomption
- mehrere Eiben, die älter als 700 Jahre sind
- Lavoir (ehemaliges öffentliches Waschhaus)
- Wasserturm

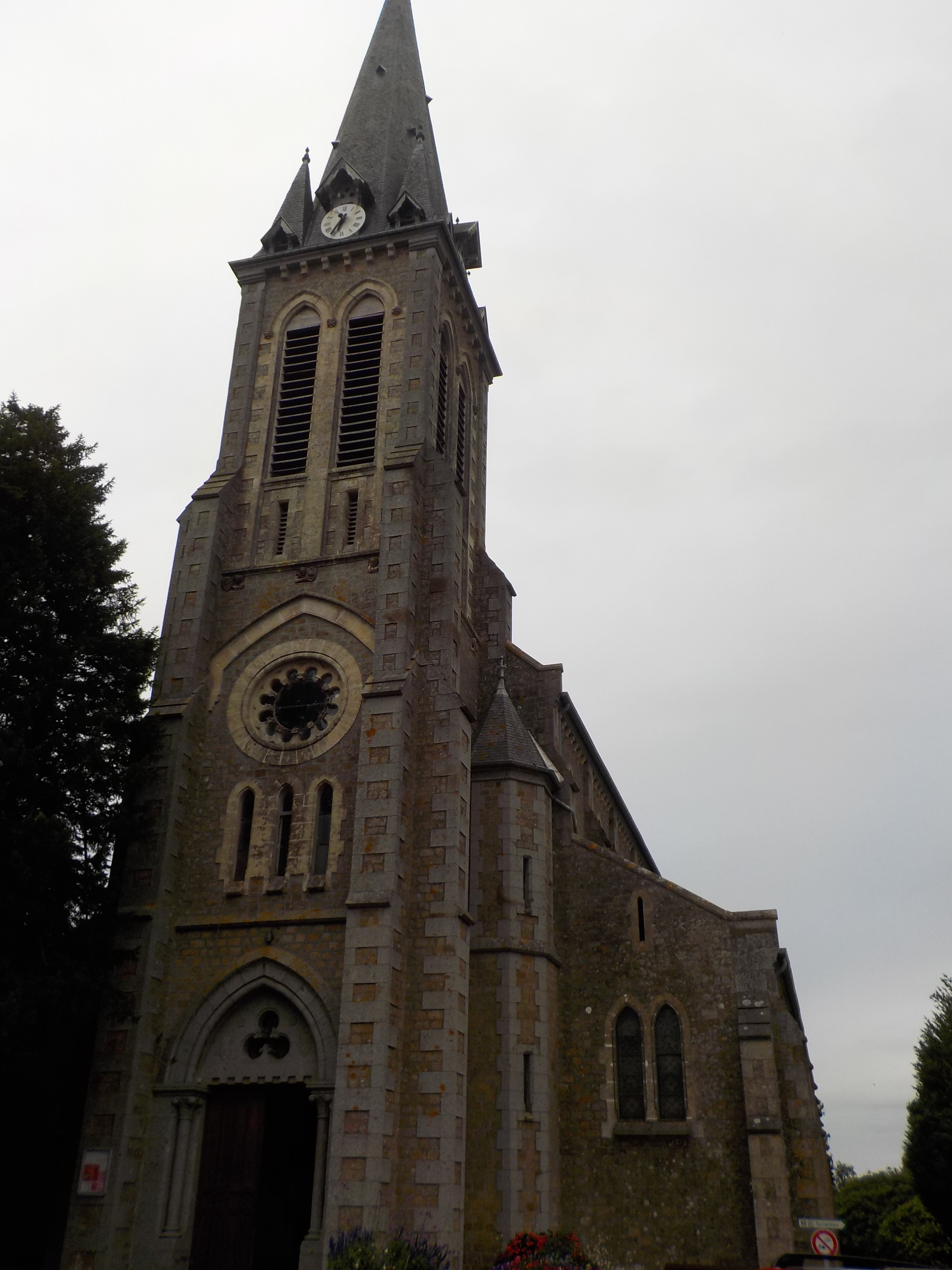
Kirche Notre-Dame-de-l'Assomption
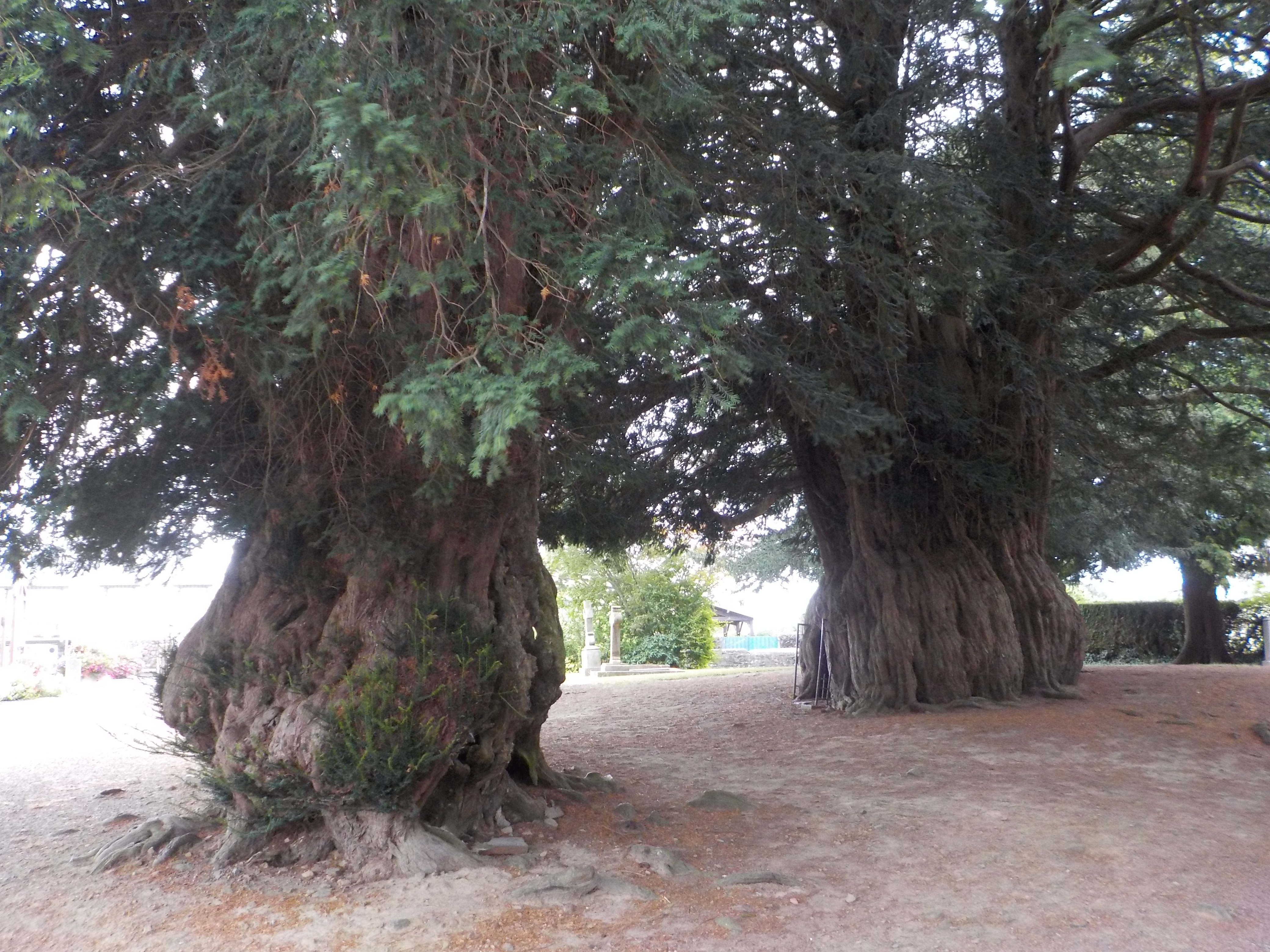
Jahrhundertealte Eiben
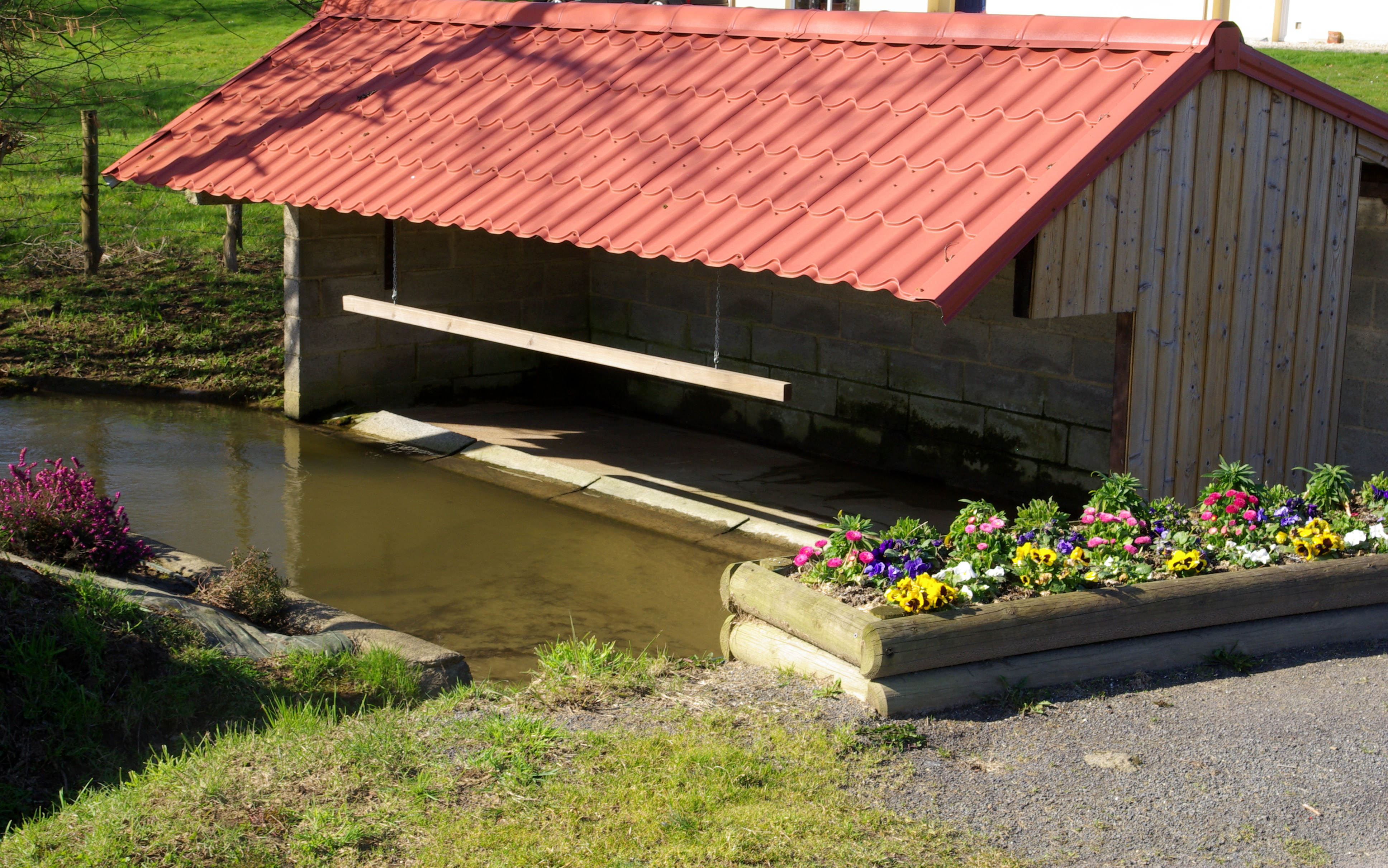
Lavoir